# Dampf-Kleinbahn Mühlenstroth
| Lok 5 „Arthur Koppel“ vor einem Personenzug im Bahnhof Rödelheim                                                                       |                     |                           |                           |
| Streckenlänge: | 1,50 km             |                           |                           |
| Spurweite: | 600 mm (Schmalspur) |                           |                           |
| |                     |                           |                           |
| Strecke |                     |                           |                           |
| \| \| \| \| \| \| \| \| Rödelheim \| \| \| \| \| Mühlenstroth Kleinbahnhof \| \| \| \| \| Postdamm \| \| \| \| \| \| \| \| \| \| \| \| |                     |                           |                           |
| Strecke von links · Strecke quer · Strecke von rechts                                                                                  |                     |                           |                           |
| Bahnhof · Strecke |                     | Rödelheim                 | Rödelheim                 |
| Strecke · Kopfbahnhof Streckenanfang · Strecke                                                                                         |                     | Mühlenstroth Kleinbahnhof | Mühlenstroth Kleinbahnhof |
| Strecke · Strecke · Bahnhof |                     | Postdamm                  | Postdamm                  |
| Strecke · Bahnübergang · Bahnübergang                                                                                                  |                     |                           |                           |
| Strecke nach links · Abzweig quer, nach links und nach rechts · Strecke nach rechts                                                    |                     |                           |                           |

Die Dampf-Kleinbahn Mühlenstroth (DKBM) ist eine vom gleichnamigen Verein betriebene schmalspurige Kleinbahnanlage in Gütersloh. Die Bahn befindet sich auf dem Gelände einer Ausflugsgaststätte. Die kreisförmige Gleisanlage umrundet eine etwa 240 Meter mal 280 Meter große Wiese, in deren Mitte sich Lokschuppen und Wagenhalle befinden.

## Geschichte
Die Gründung des Vereins Dampf-Kleinbahn Mühlenstroth e.V. erfolgte im Sommer 1972. Eine Gruppe von Eisenbahnfreunden aus dem Ruhrgebiet hatte eine 750-mm-Dampflok von einem Schrotthändler gekauft und in ihrer Freizeit betriebsfähig aufgearbeitet. Mit dieser Lok wollte sie auf einer österreichischen Schmalspurbahn Hobbyfahrten durchführen, doch dieser Traum zerschlug sich. Auf der Suche nach einer geeigneten Einsatzmöglichkeit fand sich bei einem Eisenbahnfreund in Gütersloh ein Grundstück, auf dem eine Bahnstrecke aufgebaut werden konnte, allerdings wegen der engen Radien nur in 600 mm Spurweite. Die Lok musste also umgespurt werden. Während der nächsten Monate wurde eine Strecke als Kreis um das Grundstück mit gebrauchten Schienen und unter Verwendung alter, halbierter Schwellen gebaut.
Am 10. Juni 1973 fuhr der erste planmäßige Personenzug auf dem Gelände. Das erste Betriebsjahr 1973 (mit Betrieb an jedem Wochenende) brachte ein Ergebnis von fast 17.000 Fahrgästen. Aufgrund dieses Erfolges wurde die Anlage in den folgenden Jahren als Museumsbahn im Stil einer historischen Kleinbahn weiter errichtet.

## Betrieb / Fahrzeuge
Nachdem 1973 die erste Lokomotive zusammen mit drei in Anlehnung an historische Vorbilder selbst gebauten zweiachsigen Personenwagen in Betrieb genommen werden konnte, wurde bis 1974 die zweite Lok aufgearbeitet. Im gleichen Jahr kamen noch zwei weitere Loks aus der DDR zur DKBM. Diese waren weitestgehend einsatzfähig, so dass die DKBM Ende 1974 bereits vier Loks unter Dampf präsentieren konnte.
Dieser schnelle Anfangserfolg warf aber auch Probleme auf: Es zeigte sich, dass die DKBM das Gleis verbessern musste, mehr Personenwagen benötigte und dringend Unterstellmöglichkeiten für die Fahrzeuge schaffen musste. Die Kästen der ersten drei Wagen wurden in Spantenbauweise erneuert und 1975 der erste Vierachser in eigener Werkstatt erbaut. Diese vier Wagen stellten bis 1980 das Rückgrat für den Personenverkehr dar. 1975 wurde auch das in der Mitte der annähernd kreisförmigen Gleisanlage befindliche Bahnbetriebswerk ausgebaut und durch ein Gleisdreieck mit dem Außenkreis verbunden. Zudem wurde eine Fahrzeughalle errichtet und damit wenigstens den Lokomotiven ein Dach über dem Kessel gegeben.
Durch Käufe in der DDR erwarb die DKBM 1977 und 1978 zahlreiche Wagen, darunter einige aus dem ehemaligen Netz der Mecklenburg-Pommerschen Schmalspurbahn und eine weitere Lok von der Waldeisenbahn Muskau. Seitdem sind weitere Fahrzeuge hinzugekommen und andere abgegeben oder verliehen worden, unter anderem an die Berliner Parkeisenbahn oder die Muttentalbahn; die gesamte Anlage präsentiert sich jedoch weitgehend unverändert.

### Triebfahrzeuge im Einsatz 2017
| Traktion      | Lok-Nr.           | Lok-Name                          | Baujahr | Hersteller                              | Fabrik-Nr. | Bauart | Baureihe/Typ   | Leistung |
| ------------- | ----------------- | --------------------------------- | ------- | --------------------------------------- | ---------- | ------ | -------------- | -------- |
| Dampflok      | 3                 | 99 3318-5 (vormals „Adolf Wolff“) | 1919    | Borsig (Berlin-Tegel)                   | 10364      | Dn2t   | Brigadelok     | 75 PS    |
| Dampflok      | 4 (2. Besetzung)  | „Nicki+Frank S“                   | 1941    | Henschel (Kassel)                       | 25982      | Cn2t+T | Typ HF110C     | 110 PS   |
| Dampflok      | 5                 | „Arthur Koppel“                   | 1936    | Orenstein & Koppel (Berlin-Drewitz)     | 12805      | Bn2t   |                | 90 PS    |
| Dampflok      | 7                 | „Gustav“                          | 1949    | Fablok (Chrzanów)                       | 1936       | Bn2t   | Fablok Typ Ryś | 70 PS    |
| Dampflok      | 8 (2. Besetzung)  | „Philipp S“                       | 1913    | Henschel (Kassel)                       | 12202      | Bn2t   | Typ Fabia      | 50 PS    |
| Dampflok      | 12 (2. Besetzung) | „Mecklenburg“                     | 1934    | Orenstein & Koppel                      | 12518      | D h2   | DR 99 3462     | 200 PS   |
| Diesellok     | V13               | „Berolina“                        | 1939    | Deutz (Köln-Deutz)                      | 23268      | Bdm    | Typ Cöln       | 72 PS    |
| Diesellok     | V18               | „Frieda“                          | 1962    | Orenstein & Koppel (Dortmund-Dorstfeld) | 26189      | Bdh    | Typ Mv8        | 130 PS   |
| Motordraisine | 90                | „Valerie D“                       | 1953    | Beilhack (Rosenheim)                    | 2623       |        | Typ GS 2       | 26 PS    |